# James L. Brooks
James L. Brooks (rođen 9. svibnja 1940.), američki producent, scenarist i filmski redatelj, trostruki dobitnik Oscara, jednom  Zlatnog globusa i devetnaest puta Emmyja.
Najpoznatiji je po produciranju američkih televizijskih serija kao što su The Mary Tyler Moore Show, Simpsoni (u kojima je stvorio razne likove, uključujući obitelj Bouvier), Rhoda i Taxi. Njegov najpoznatiji film je Vrijeme nježnosti, za kojeg je 1984. osvojio tri Oscara.

## Životopis
Brooks je rođen u Brooklynu u New Yorku kao sin Dorothy Helen Sheinheit i Edwarda M. Brooksa. Odrastao je u židovskoj obitelji u New Bergenu u New Jerseyju. Televizijsku karijeru započeo je kao scenarist za vijesti CBS-a od 1964. do 1966. Nakon što je radio na ABC-jevoj seriji Soba 222 kao izvršni story editor, Brooksa je zajedno s partnerom Allanom Burnsom angažirao televizijski direktor Grant Tinker da stvore seriju koja će poslije postati poznata kao The Mary Tyler Moore Show.
The Mary Tyler Moore Show je postao kritički i komercijalni uspjeh, a nakon nje Brooks i Burns su stvorili serije kao što su Rhoda, Paul Sand in Friends and Lovers, Taxi, The Associates i Lou Grant.
Brooks je 1978. počeo raditi na vlastitom dugometražnom filmu. Na prvom projektu, Ponovni početak, bio je scenarist i koproducent, a kasnije je napisao, producirao i režirao Vrijeme nježnosti iz 1983.
1984. je osnovao vlastitu televizijsku produkcijsku kuću, Gracie Films, koja će producirati televizijske serije The Tracy Ullman Show i njezin spin-off,  Simpsone kao i animiranu seriju The Critic. Neke od poznatijih produkcija kuće su Jerry Maguire, Bolje ne može, Veliki, Bottle Rocket i TV Dnevnik.
Brooks se pojavio u cameo ulozi u epizodi Simpsona, "A Star Is Born-Again". Glumio je i polufikcionalnu verziju samog sebe u komediji prijatelja Alberta Brooksa, Modern Romance kao svojeglavi filmski redatelj.

## Izabrana filmografija

### Televizija
- 1960. Moja tri sina (scenarist)
- 1960. The Andy Griffith Show
- 1965. My Mother The Car (scenarist)
- 1970. Mary Tyler Moore (producent)
- 1974. Rhoda (producent)
- 1974. Thursday's Game (scenarist, producent)
- 1978. Taxi (producent)
- 1983. Vrijeme nježnosti (redatelj)
- 1987. The Tracey Ullman Show (producent)
- 1989.- ) Simpsoni (izvršni producent)
- 1994. The Critic (izvršni producent)

### Film

#### Redatelj
- 1983. Vrijeme nježnosti (+ producent i scenarist)
- 1987. TV Dnevnik (+ producent i scenarist)
- 1994. Učinit ću sve (+ producent i scenarist)
- 1997. Bolje ne može (+ producent i scenarist)
- 2004. Spanglish (+ producent i scenarist)

#### Producent
- 1988. Veliki
- 1989. Reci bilo što
- 1989. Rat ruža
- 1996. Bottle Rocket
- 1996. Jerry Maguire
- 2001. Dečki mog života
- 2007. Simpsoni film (+ scenarist)

## Vanjske poveznice
- James L. Brooks u internetskoj bazi filmova IMDb-u (engl.)
- Gracie Films Website